# Балашов, Евгений Михайлович
Евге́ний Миха́йлович Балашо́в (22 февраля 1944, Черниковск, Уфимский район, Башкирская АССР, РСФСР, СССР — 14 сентября 2016, Санкт-Петербург, Россия) — советский и российский историк, доктор исторических наук. Исследователь истории Санкт-Петербурга, образования и культуры России.

## Биография
Е. М. Балашов родился 22 февраля 1944 года в городе Черниковске Уфимского района Башкирии, куда во время Великой Отечественной войны из блокадного Ленинграда были эвакуированы его родители Михаил Андреевич Балашов (1911—1979) и Ефросиния Алексеевна (1914 г. р.). По окончании войны в 1945 году семья вернулась в Ленинград.
Будучи учеником старших классов Е. М. Балашов в 1960 году работал на заводе «Радист» регулировщиком реле, а затем в организациях технического профиля электромонтажником. В 1962 году он окончил среднюю школу. С 1963 года служил в Военно-морском флоте в Северодвинске. В 1964 году был демобилизован по болезни. В 1967—1973 годах учился на заочном отделении исторического факультета Ленинградского государственного университета, совмещая учёбу с работой. В 1969 году Е. М. Балашов устроился архивно-техническим сотрудником Архивного управления Ленгорисполкома. С 1970 года он — младший научный сотрудник отдела публикации, с июня 1979 — старший научный сотрудник отдела информации, публикации и научного использования документов.
В апреле 1986 года Е. М. Балашов был принят в Ленинградское отделение Института истории СССР АН СССР (с 1992 — Санкт-Петербургский филиал Института российской истории РАН, с 2000 — Санкт-Петербургский институт истории РАН) в должности старшего лаборанта в сектор истории советского общества. В январе 1987 года стал младшим научным сотрудником Института. Свою научную работу Е. М. Балашов совмещал с работой учёного секретаря сектора истории советского общества, затем — Отдела современной истории России, занимая эту должность с 1988 по 2001 год.
В 1992 году Е. М. Балашов защитил диссертацию на соискание учёной степени кандидата исторических наук по теме «Становление советской системы народного образования. Октябрь 1917 — весна 1921 (На материалах Петрограда)». С декабря 1992 года он — научный сотрудник, а с октября 1994 — старший научный сотрудник Отдела современной истории России СПбФ ИРИ РАН. Изданная в 2003 году Е. М. Балашовым монография «Школа в российском обществе 1917—1927 гг.: становление „нового человека“» легла в основу его докторской диссертации, защищённой в ноябре 2004 года. С января 2005 года — ведущий научный сотрудник СПбИИ РАН.
Умер 14 сентября 2016 года в Санкт-Петербурге. Похоронен на Большеохтинском кладбище.

## Научные вклад и направление
Во время работы в Архивном управлении Ленгорисполкома Е. М. Балашов участвовал в составлении обзора документов по истории Ленинградского государственного педагогического института им. А. И. Герцена, фабрично-заводских комитетов Петрограда в 1917 году и ряда других публикаций архива.
Будучи сотрудником ЛОИИ АН СССР Е. М. Балашов участвовал в научно-технической предпечатной подготовке очерков истории Ленинграда, был одним составителей сборника документов об обороне Ленинграда во время Великой Отечественной войны «Ленинград в осаде» (1995). Принимал участие в работе по подготовке коллективных работ по истории Санкт-Петербурга—Петрограда—Ленинграда и пр.
Е. М. Балашов в своих работах, в частности, исследовал сложные переходные периоды в истории России в социальной сфере. Так в вышедшем в свет первом номере журнала «Нестор» (2000), составителем которого он являлся, Е. М. Балашов рассматривал «худшие черты» российского общества после Октябрьской революции 1917 года, которые передавались детям (хамство, грубость, неуважение к старшим и пр.), то есть явление, ставшее результатом уничтожения или задавливания социальных слоёв (дворянство, интеллигенция), носивших культурные традиции, и воспитания подрастающего поколения в духе классовой ненависти и непримиримости. В коллективной монографии «Санкт-Петербург: 300 лет истории» (2003) им на высоком уровне проанализированы проблемы жителей после распада в 1991 году «государственного социализма» и вступления страны в период «бюрократически-олигархического капитализма».
Статьи по истории отечественного образования и культуры за его авторством публиковались в различных энциклопедиях и справочных изданиях.

## Основная библиография
Монографии
- Школа в российском обществе 1917—1927 гг.: Становление «нового человека». — СПб.: Дмитрий Буланин, 2003. 237 с. ISBN 5-86007-388-7.
- Педология в России в первой трети XX века. — СПб.: Нестор-История, 2012. 191 с. ISBN 978-5-905987-29-8.

Коллективные труды
- Гл. 5: Новое общество — «новый человек» // Петроград на переломе эпох. Город и его жители в годы революции и гражданской войны. СПб., 2000. С. 267—347.
- Разделы: «Местоположение С.-Петербурга», «Мосты», «Местная исполнительная власть», «Столичный город», «Государственная службы» / Вводн. статьи, статистич. таблицы // Санкт-Петербург. 1703—2003. Юбилейный статистический сборник. СПб., 2001.
- Гл. 9: «В годы перемен. 1982—1991 гг.»; гл. 10: «Последнее десятилетие XX века» // Санкт-Петербург: 300 лет истории. СПб., 2003. С. 677—716; 717—730.
- Разделы: «Культура», «Книгоиздание и периодическая печать», «Образование», «Церкви и конфессии» // Санкт-Петербург. 1703—2003. Юбилейный статистический сборник. Вып. 2. СПб., 2003.
- Разделы: «Уровень жизни», «Преступность, девиантное поведение и охрана порядка», «Жилищно-коммунальное хозяйство», «Государственная символика России и С.-Петербурга», «Курс рубля в драгоценных металлах и иностранной валюте в XVIII—XX вв.» // Санкт-Петербург. 1703—2003. Юбилейный статистический сборник. Вып.3. СПб., 2003. (Совм. с Е. И. Грибовой, Н. Ю. Черепениной, Н. Г. Беспаловым, И. И. Елисеевой).
- Политика в области школьного, профессионально-технического и среднего специального образования, 1917—1941 годы // Расписание перемен: Очерки истории образовательной и научной политики в Российской империи — СССР (конец 1880-х — 1930-е годы). М., 2012. С. 435—493.
- Советский мегаполис: Ленинград в процессе модернизации // Традиции и инновации в истории и культуре: программа фундаментальных исследований Президиума Российской академии наук «Традиции и инновации в истории и культуре». М., 2015. С. 186—191.

Публикации исторических документов и мемуаров
- Обзор документов по истории Ленинградского государственного педагогического института им. А. И. Герцена (1918—1967). Л., 1976. (Совм. с А. Я. Стариковой и Ю. В. Шалыгиным).
- Фабрично-заводские комитеты Петрограда в 1917 году. Протоколы / Выявл., сост., коммент. (совм. с Б. Д. Гальпериной). М., 1982. 350 с.
- Ленинград в осаде. Сборник документов о героической обороне Ленинграда. 1941—1944 гг. / Сост. СПб., 1995. 640 с.
- 275 лет. Санкт-Петербургский государственный университет. Летопись 1724—1999 / Подг. арх. материалов, сост. хроники. СПб, 1999. 421 с.
- Материалы по истории Санкт-Петербургского университета 1917—1965: Обзор архивных документов / Сост., член редкол. (совм. с М. Ю. Евсеевым, Н. Ю. Черепениной). СПб, 1999. 281 с.
- Материалы по истории Санкт-Петербургского университета XVIII в.: Обзор архивных документов / Подг. документов к публ., сост. (совм. с О. В. Иодко, Н. С. Прохоренко). СПб., 2001. 243 с.
- Настроения крестьян в годы гражданской войны и НЭПа по докладам партийных агитаторов, 1919—1925 годы / Публ. док. // Нестор. № 1 (5). Народ и власть: Источники. Исследования. Историография. СПб., 2001. С. 9—26.
- Л. Б. Твелькмейер (Розинг). Мой отец и его окружение / Археогр. подг. текста, вводн. статья, коммент. (совм. с А. А. Михайловым) // Нестор. № 12. Русская жизнь в мемуарах: из семейных архивов. СПб., 2008.
- Стоюнина М. Н. Воспоминания / Подг. текста, вводн. статья, коммент. (совм. с Е. А. Сунцовой) / Отв. редактор // Нестор. № 13. Мир детства: семья, среда, школа. СПб., 2009.

Избранные статьи
- Петроградский патронный завод // Фабрично-заводские комитеты Петрограда в 1917 году. Протоколы. М., 1982. С. 181—192.
- Участие рабочих в жизни петроградских школ в первые послереволюционные годы // Рабочие и российское общество. Вторая половина XIX — начало XX в.: Сборник статей и материалов, посвящённый памяти О. Н. Знаменского. СПб., 1994. С. 208—223.
- Третий международный научный коллоквиум по истории рабочего класса в России // Отечественная история. 1996. № 3. С. 197—204.
- Российские революции и школьник // Историк и революция: Сборник статей к 70-летию О. Н. Знаменского. СПб., 1999. С. 61—68.
- Школьная молодёжь в эпоху революций и войн (1905—начало 1920-х гг.) // Страницы российской истории: Межвузовский сборник к 60-летию со дня рождения проф. Г. А. Тишкина. М., 2001. С. 166—197.
- Контуры будущего гражданина: новые и традиционные элементы в явлениях детского сознания. 1917—1920-е гг. // Нестор. № 1 (5). Народ и власть: Источники. Исследования. Историография. СПб., 2001. С. 141—149.
- Практика политической «цензуры» архивных документов советского периода в Ленинграде (1920-е — 1980-е годы) // Вспомогательные исторические дисциплины. Т. 28. СПб., 2002. С. 412—432.
- Российское учительство и власть: 1917—1920-е гг. // Из истории русской интеллигенции. Сборник материалов и статей к 100-летию со дня рождения В. Р. Лейкиной-Свирской. СПб., 2003. С. 444—468.
- Язык школьников 1920-х годов: формирование новой лексики // Петербургские фрагменты научной картины мира. СПб., 2003. Вып. 2. С. 197—204.
- Религиозные и антирелигиозные представления российских школьников 1910-х — 1920-х гг. // Россия в XX веке: Сборник статей к 70-летию со дня рождения чл.-корр. РАН, проф. В. А. Шишкина. СПб., 2005. С. 151—165.
- Начальный период педологических исследований в России. 1901—1917 гг. // Политика. Общество. Человек. К 85-летию доктора исторических наук, профессора А. З. Ваксера. СПб., 2008. С. 117—138.
- Предмет, направления и методы исследования ребёнка в педологии // Нестор. № 13. Мир детства: семья, среда, школа. СПб., 2009. С. 93—107.
- Последние годы советской педологии: политический аспект // Россия. Век двадцатый: Сборник статей к 95-летию доктора исторических наук В. М. Ковальчука. СПб., 2011. С. 291—313.
- Государство и проблемы материального обеспечения образования в Петрограде в начальный период советской школьной реформы, 1918 — весна 1921 гг. // Советский мегаполис: Ленинград в процессе модернизации. СПб., 2014. С. 5—20.
- Ленинградское общество учебной и научной кинематографии: судьба общественного проекта в 1930-х гг. // Петербургский исторический журнал. 2014. № 3. С. 55—70.
- Методы борьбы с преступностью несовершеннолетних в Петербурге-Петрограде в начале XX века // Петербургский исторический журнал. 2015. № 4. С. 110—127.

Участие в энциклопедиях и справочных изданиях
- Санкт-Петербург. Петроград. Ленинград: энциклопедический справочник / редкол.: Б. Б. Пиотровский (гл. ред.) и др. — М.: БРЭ, 1992. 687 с.
- Историки России. Кто есть кто в изучении отечественной истории: биобиблиографический словарь / авт.-сост. А. А. Чернобаев; под ред. В. А. Динеса. — Саратов: СГЭА; Летопись, 1998. 440 с.
- Санкт-Петербург: энциклопедия / ред. совет: А. Д. Марголис (пред.) и др. — СПб.; М.: РОССПЭН, 2004. — 1021, [3] с.
- Городская власть Санкт-Петербурга: Биохроника трёх столетий / авт.-сост. Е. М. Балашов и др. — СПб.: ЛИК, 2007. 526, [1] с. (Три века Северной Пальмиры).
- Биология в Санкт-Петербурге. 1703—2008: энциклопедический словарь / сост.: Э. И. Колчинский, А. А. Федотова; отв. ред. Э. И. Колчинский. — СПб.: Нестор-История, 2011. 566 с. (Научный Санкт-Петербург).
- Научное сообщество Санкт-Петербурга, XVIII — начало XXI века: энциклопедический справочник / редкол.: Ю. К. Чистов (пред.), М. Ф. Хартанович (отв. ред.) и др. — СПб.: Наука, 2013. 530 с.
- Электронная энциклопедия «Санкт-Петербург»[5]

## Рецензии
- Измозик В. С., Рудник С. Н. Три века Санкт-Петербурга // Отечественная история. — М.: Наука, 2004. — № 6. — С. 182—187.
- Телицын В. Л.[укр.]. Рец.: Нестор. Ежеквартальный журнал истории и культуры России и Восточной Европы. Народ и власть. Источники, исследования, историография // Отечественная история. — М.: Наука, 2004. — № 6. — С. 194—196.